# Port-Cartier
Port-Cartier ist eine Stadt in der Provinz Québec in Kanada.
Sie liegt am nordwestlichen Ufer des Sankt-Lorenz-Stroms, etwa 620 km von der Stadt Québec entfernt. Die Fährenüberfahrt über den Sankt-Lorenz-Golf dauert etwa zwei Stunden. Die Hauptstadt der Verwaltungsregion Côte-Nord hat 6799 Einwohner (Stand: 2016) in zwei Ortsteilen, welche durch den Mündungsbereich der beiden Flüsse Rivière aux Rochers und Rivière Dominique getrennt sind.

## Geschichte
Die Gegend um Port-Cartier wurde Mitte des 16. Jahrhunderts vom französischen Seefahrer Jacques Cartier entdeckt. Die systematische Erkundung erfolgte erst 1603 durch Samuel de Champlain. Die Stadt selbst wurde 1915 unter dem Namen Shelter Bay von Robert R. McCormick, dem damaligen Besitzer der Chicago Tribune gegründet. Ab 1916 gab es ein Postamt. 1958 wurde eine Siedlung mit Eisenerzverarbeitungsbetrieb und -verladehafen östlich von Shelter Bay gebaut. 1959 wurden die beiden Ortsteile offiziell vereinigt und in Port-Cartier umbenannt.

## Bevölkerung
Die Bevölkerung der Stadt ist zu mehr als 98 Prozent französischsprachig.

## Wirtschaft und Tourismus
Ursprünglich basierte die örtliche Wirtschaft auf Holzeinschlag und -verarbeitung. Wegen der auch durch einen großen Waldbrand 1955 geschwundenen Ressourcen wurde die Holzverarbeitung 1963 eingestellt. Haupterwerbsquelle war seit 1958 die Québec Cartier Mining Company. Die Firma wurde 2007 übernommen und 2008 in Arcelor Mittal Mines of Canada umbenannt. Aus Fermont über eine 420 Kilometer lange Eisenbahnstrecke angeliefertes Eisenerz wird zu Pellets aufbereitet, gelagert und verschifft. Der ganzjährig nutzbare Hafen ist mit einer Kapazität von über 20 Millionen Tonnen im Jahr einer der größten Kanadas. Über den Hafen wird auch Getreide exportiert.
Port-Cartier ist von viel unberührter Natur im kanadischen Staatsbesitz umgeben, in dem Tiere wie Schwarzbär, Elch, Wolf, Weißkopfseeadler, Kanadagans, Luchse, Karibu, Wapiti, Wale und diverse Edelfische wild leben. Für Touristen sind Angeln, Outdoor-Aktivitäten, Wandern mit dem Schneeschuh und Skifahren möglich. Die Schneehöhe beträgt im Winter bis zu 2 Meter.

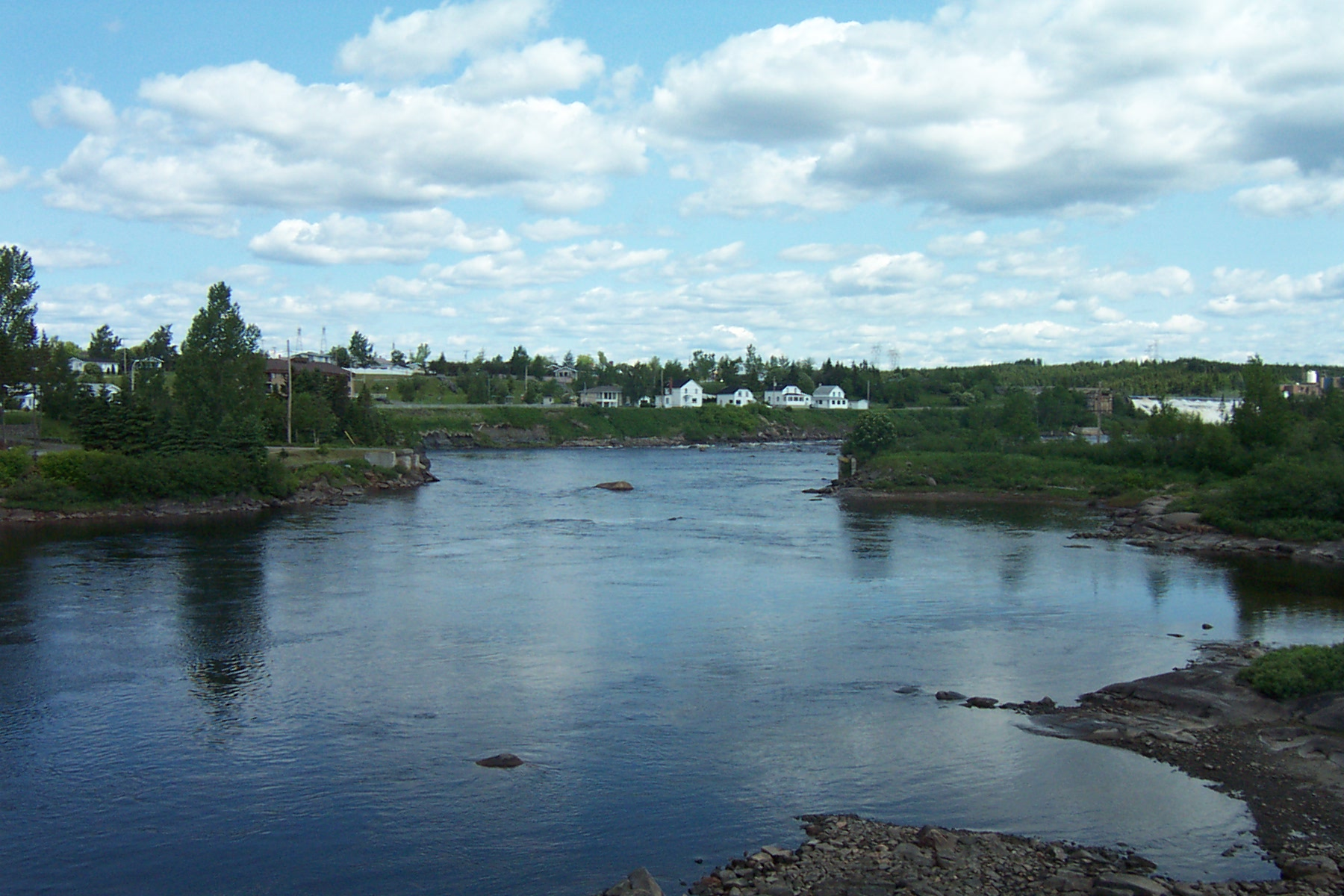
Rivière aux Rochers in Port-Cartier